# Голосов, Пантелеймон Александрович
Пантелеймо́н Алекса́ндрович Го́лосов (13 [25] июля 1882, Москва — 8 июня 1945, Москва) — российский и советский архитектор, работавший в стилях неоклассицизма, модерна, конструктивизма и постконструктивизма. Старший брат известного советского архитектора Ильи Голосова.
В честь архитекторов братьев Голосовых, названа улица Архитектора Голосова в Даниловском районе Москвы.

## Биография
Родился 13 (25) июля 1882 года в Москве в семье священника. Окончил Строгановское художественно-промышленное училище в 1906 году, Московское училище живописи, ваяния и зодчества с присвоением звания архитектора в 1911 году.
Был активным членом Объединения современных архитекторов (ОСА) основанного в 1924 году членами Левого фронта искусств (ЛЕФ). Преподаватель и профессор МАРХИ с 1920 года. Один из проектировщиков планов «Новая Москва» 1918—1923 и Генерального Плана Москвы 1935 года. Главный идеолог нового типа квартальной ансамблевой застройки зданиями, объединяющими абсолютно все потребности жителей или сотрудников. Наиболее полно раскрыл свой потенциал именно в стиле конструктивизма, сумев объединить функциональность зданий с идеологией социалистического строительства, отражающей заботу о человеке в ярких образах архитектуры. Пожалуй, лучшим произведением конструктивизма в Москве, можно считать созданное П. А. Голосовым здание полиграфического комбината газеты «Правда».
С 1933 года — руководитель Архитектурно-проектной мастерской № 9 Моспроекта.
«Итак, на нашем знамени (имеется в виду знамя мастерской № 9), деловом и творческом, должны быть помещены следующие лозунги:
- За идейную насыщенную архитектуру
- За совершенство и простоту архитектурных решений и лаконичность композиционного замысла
- За скоростные методы строительства
- За создание социалистического жилища, отвечающего требованию заботы о человеке
- За полноценную, правдивую советсткую архитектуру»

С 1934 года Архитектурно-проектную мастерскую П. А. Голосова вместе с архитектурно-проектной мастерской № 8 В. А. Веснина решением Моссовета передают в распоряжение Наркомтяжпрома, для работы по промышленным зданиям и сооружениям.
"Основной предпосылкой, гарантирующей успешное выполнение архитектурной мастерской взятых на себя обязанностей, является выявление «творческого лица» мастерской.
     В отношении руководимой мной мастерской № 9 это гарантирует подобранный мной состав, состоящий из квалифицированных архитекторов приблизительно одного направления. Разумеется, это не значит, что мастерская станет на путь отмежевания от "инакомыслящих", но принятая установка сделает невозможным беспринципное руководство. Создание хороших проектов является лишь средством, конечная же цель - высококачественное здание. Поэтому коллективом мастерской будет обращено особое внимание на организацию авторского руководства на месте постройки и в процессе выполнения рабочих чертежей.
     Я приступаю к работе с радостью и большими надеждами, так как не только сама идея создания мастерских представляется ценной, но и принятое "положением" организационное построение внутри мастерской, безусловно, правильное и должно обеспечить конечный успех“
Голосов не оставил значительных рукописей и публикаций. Его творческие идеи сохранились в памяти его учеников, немногих сохранившихся в архивах проектов, а также в личном архиве, передающемся по наследству.
Похоронен на Новодевичьем кладбище в Москве.

## Постройки
- Дом Габричевской (1914, Москва, совместно с братом И. А. Голосовым)
- Доходный дом (1913, Москва, Уланский пер.)
- Портик Филаретовского епархиального училища (1920-30е годы XX века, Москва, Малый Харитоньевский пер., 5)
- Здание Промакадемии (1927, Москва, вторая премия)
- Здание почтамта в Харькове (1927)[7]
- Здание кинофабрики в Москве (1927)[8]
- Совхоз «Зерноград» (1929—1930, Ростовская область)
- Клуб металлистов Тульского оружейного завода (Тула, ул. Демидовская, д. 52), ныне — Дворец культуры машиностроительного завода имени В. Н. Рябикова
- Здание комбината газеты «Правда» (1930—1934, Москва, ул. Правды, 24)[9]
- Жилой дом ЦАГИ на Бакунинской (1935—1938, Москва, ул. Бакунинская, 8)[10]
- Жилой дом Наркомлегпрома («Дом работников милиции») (1936, Москва, ул. Большая Дмитровка, 21/7)
- Жилой дом Министерства нефтяной промышленности СССР «Дом нефтяников» (1936—1955, Москва, наб. Тараса Шевченко, 1/2)
- Радиодом (1930—40е годы XX века, Алма-Ата)
- Жилой дом для артистов Малого театра (1930—40е, Москва)
- Дом Совнаркома (1930—40е, Москва, Зарядье)
- Институт минерального сырья в Москве
- Республиканская больница в Самарканде
- Окружная больница в Ростове-на-Дону
- Дом промышленности в Москве

## Проекты
- Всероссийская сельскохозяйственная и кустарно-промышленная выставка (1923, Москва, парк культуры им. Горького) — предвестник ВСНХ-ВСХВ-ВДНХ
- Экономичный тип жилого дома (1924—1925, Иваново)
- Проект «Город-сад» по заказу Грознефть (1920е, Грозный)
- Клуб профсоюза металлистов (1928, Тула)
- Дом Советов в Брянске
- Библиотека имени Ленина (1928, Москва)
- Здание Наркомтяжпрома (1934, Москва, Красная площадь)
- Здание газеты «Известия» (1939, Москва)
- Комплекс зданий Куйбышевского гидроузла (1939, Куйбышев, П. А. Голосов — глава авторской группы)
- 2-й дом Совнаркома в Зарядье (1940, Москва)
- Здание Государственной библиотеки имени В. И. Ленина в Москве

## Публикации
- Тезисы творческого отчета П. А. Голосова о деятельности 9-й архитектурно-проектной мастерской Моссовета 1935 г. Личный архив П. А. Голосова, принадлежащий его супруге Н. А. Голосовой Архивировано из первоисточника 23.03.2017 (archive.is)

Архивировано из первоисточника 23.03.2017 (webcitation.org)
- Из записки П. А. Голосова председателю комиссии по техническому осмотру здания комбината «Правда» в Москве от 17 ноября 1936 г., поданной им в связи с грубым искажением его проекта, выявившимся в ходе строительства Архивировано из первоисточника 23.03.2017 (archive.is) Архивировано из первоисточника 23.03.2017 (webcitation.org)